# Lill-Lappträsket (Nederkalix socken, Norrbotten)
Lill-Lappträsket är en sjö i Kalix kommun i Norrbotten och ingår i Kalixälvens huvudavrinningsområde. Sjön har en area på 0,32 kvadratkilometer och ligger 34 meter över havet. Sjön avvattnas av vattendraget Flasabäcken.

## Delavrinningsområde
Lill-Lappträsket ingår i det delavrinningsområde (733857-182933) som SMHI kallar för Ovan Mullbergsbäcken. Medelhöjden är 53 meter över havet och ytan är 12,89 kvadratkilometer. Det finns inga avrinningsområden uppströms utan avrinningsområdet är högsta punkten. Flasabäcken som avvattnar avrinningsområdet har biflödesordning 2, vilket innebär att vattnet flödar genom totalt 2 vattendrag innan det når havet efter 23 kilometer. Avrinningsområdet består mestadels av skog (74 procent) och sankmarker (15 procent). Avrinningsområdet har 0,32 kvadratkilometer vattenytor vilket ger det en sjöprocent på 2,5 procent.